# St. Ägidius (Hainsacker)

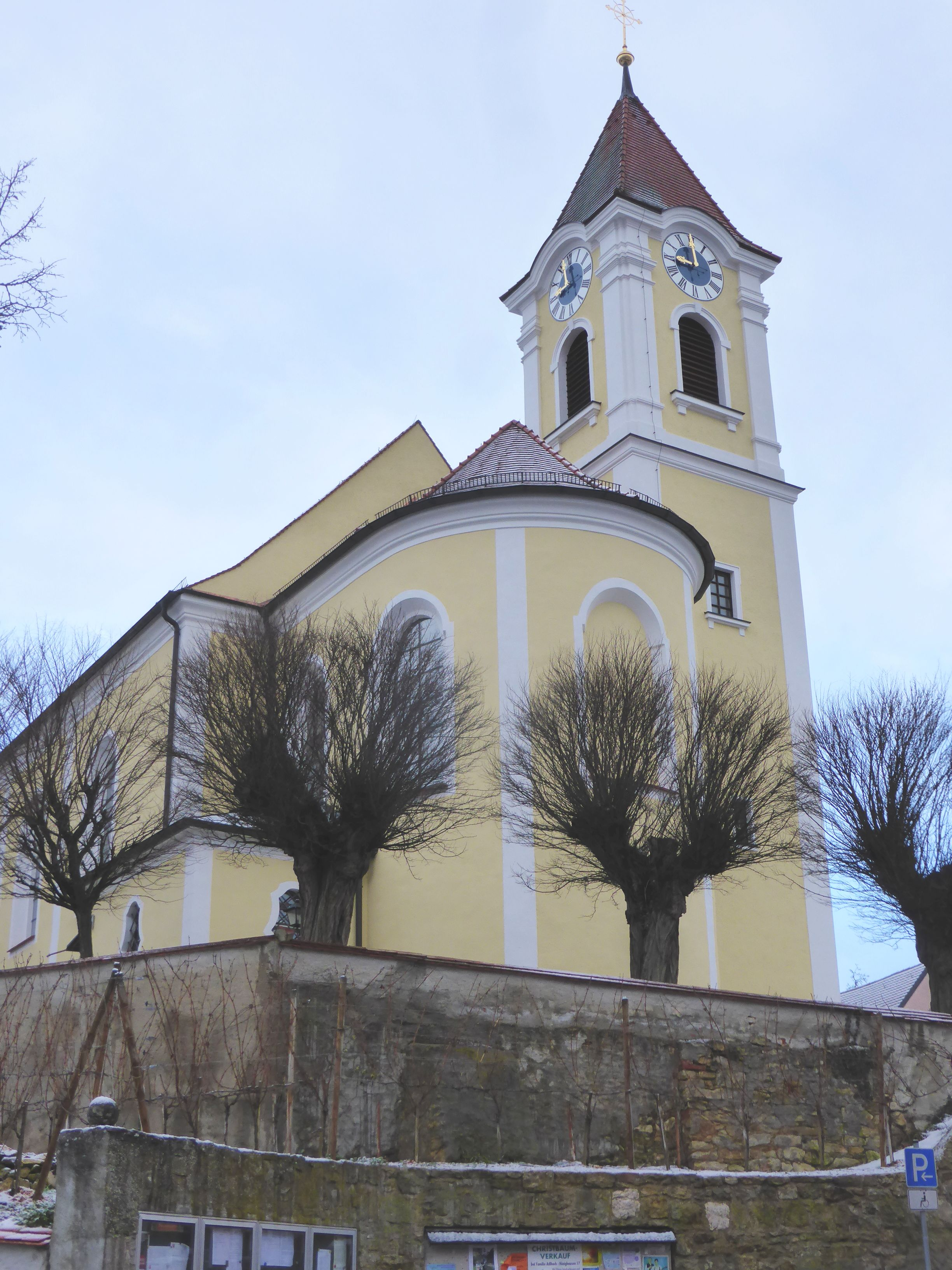
St. Ägidius (Hainsacker)

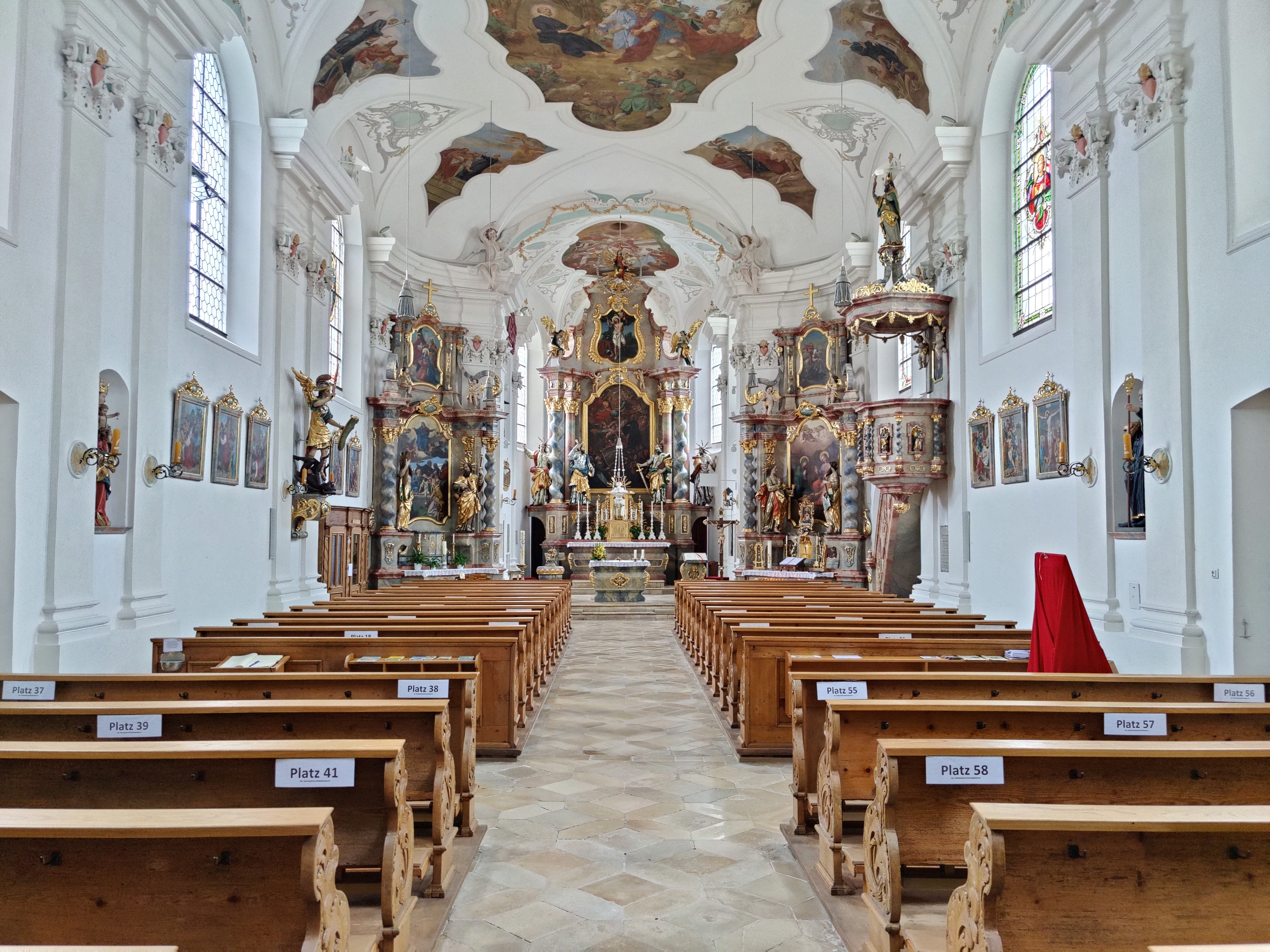
Innenraum (2021)

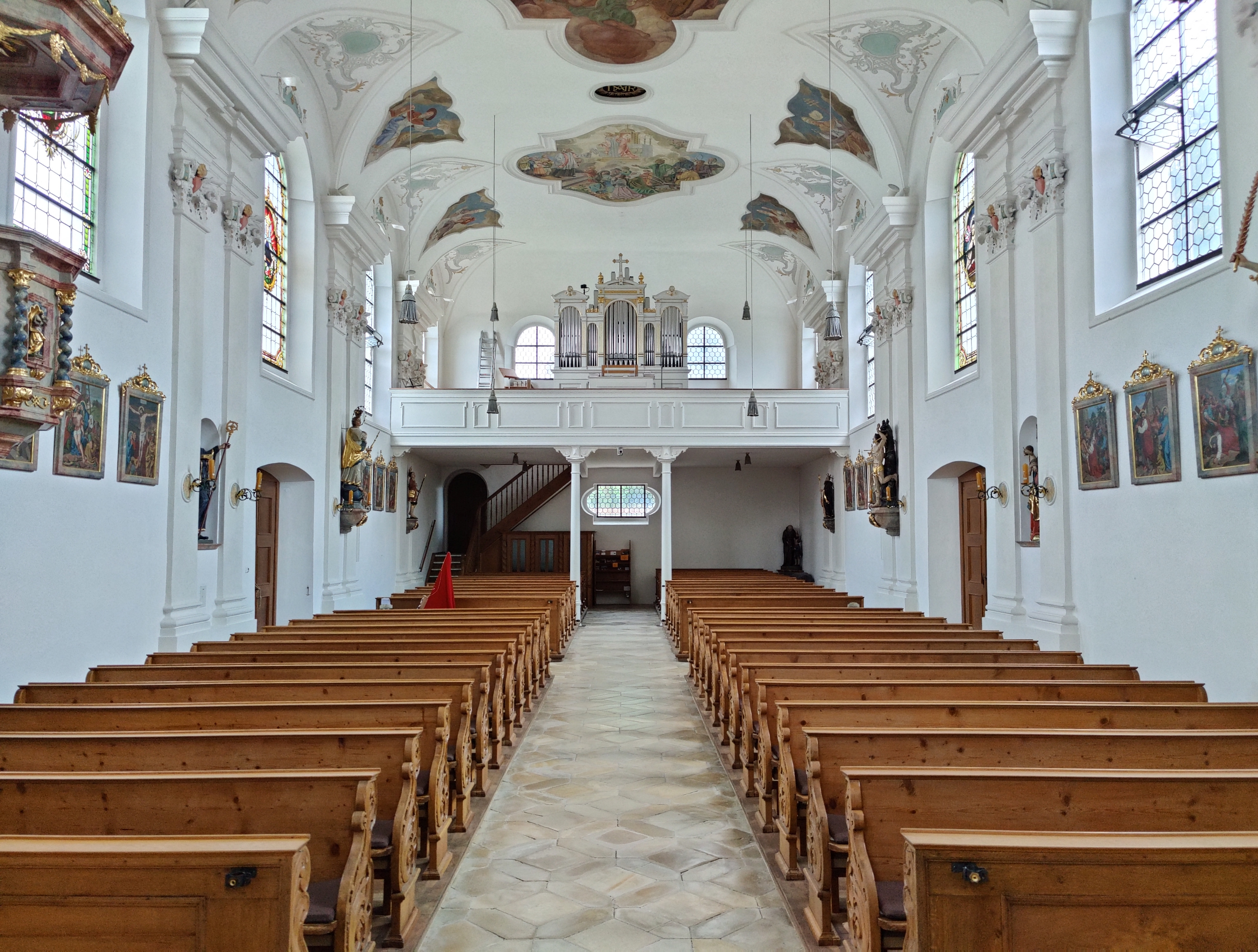
Blick zur Orgel

Die römisch-katholische, denkmalgeschützte Pfarrkirche St. Ägidius steht in Hainsacker, einem Gemeindeteil des Marktes Lappersdorf im Landkreis Regensburg der Oberpfalz. Die Pfarrei Hainsacker gehört zum Dekanat Laaber-Regenstauf des Bistums Regensburg. Das Bauwerk ist unter der Denkmalnummer D-3-75-165-10 als Baudenkmal in die Bayerische Denkmalliste eingetragen.

## Beschreibung
Die Ignaz Anton Gunetzrhainer zugeschriebene Saalkirche wurde 1737–42 anstelle einer älteren, kleineren Kirche errichtet. Sie besteht aus einem Langhaus mit abgerundeten Ecken am eingezogenen, halbrund geschlossenen Chor im Osten und einem Chorflankenturm an dessen Nordwand. Das Langhaus wurde 1893/94 um zwei auf fünf Fensterachsen nach Westen erweitert. In den Bogenfenstern wurden 1902 Glasmalereien eingefügt. Der Chorflankenturm wurde 1900 auf quadratischem Grundriss neu errichtet. Sein oberstes Geschoss, das an den Ecken mit Pilastern verziert ist, beherbergt die Turmuhr und den Glockenstuhl. Darauf sitzt ein Pyramidendach.
Der Innenraum des Langhauses ist mit einem Tonnengewölbe überspannt. Die Fresken der Deckenmalerei von 1738–42, die sich auf die Legende des heiligen Ägidius beziehen, werden Johann Gebhard und seinem Sohn zugeschrieben. Zur Kirchenausstattung gehören ein Hochaltar und die beiden Seitenaltäre im Langhaus vor dem Chorbogen aus der Erbauungszeit. 

## Orgel
Die Orgel, erbaut 1894, stammt von Franz Borgias Maerz. Sie verfügt über 15 Register auf zwei Manualen und Pedal mit mechanischen Kegelladen.
| I Manual  |       |
| Bourdon   | 16′   |
| Principal | 8′    |
| Tibia     | 8′    |
| Gamba     | 8′    |
| Octav     | 4′    |
| Gemshorn  | 4′    |
| Mixtur IV | 2 ⁄3′ |

| II Manual        |    |
| Geigenprincipal  | 8′ |
| Lieblich Gedeckt | 8′ |
| Salicional       | 8′ |
| Fugara           | 4′ |
| Flautino         | 2′ |

| Pedal     |     |
| Subbaß    | 16′ |
| Violonbaß | 16′ |
| Octavbaß  | 8′  |

- Koppeln: II/I, I/P, II/P